# Chiesa di San Nicola da Tolentino (Ivrea)
La chiesa di San Nicola da Tolentinò, ad Ivrea, in Piemonte, si trova vicino al duomo,  eretta nel 1605 a cura dell'omonima confraternita. La costruzione presenta molteplici elementi di interesse artistico (affreschi e sculture lignee barocche).

## Storia
Le prime notizie di una confraternita che si radunava in una cappella nei pressi del duomo (non proprio dove adesso c'è la chiesa, ma dove si erge il palazzo del Seminario vescovile) sono della fine del XIII secolo. La confraternita era allora devota alla SS. Trinità: si trattava di una confraternita penitenziale, i cui appartenenti prendevano il nome di disciplinati (o disciplini, o disciplinanti) detti anche "battuti" vestiti con un saio, la testa coperta da un cappuccio e recanti in mano un flagello. Il fondatore fu un certo frate Giacobino da Cremona venuto ad Ivrea nel 1275. La confraternita era devota, oltre che verso la SS. Trinità, anche verso l'apostolo Giacomo e verso la Madonna.
Non si sa quando la confraternita - pur rimanendo fedele alla SS. Trinità - assunse una speciale devozione verso san Nicola da Tolentino e verso san Giovanni Battista Decollato, santi ai quali la chiesa è attualmente dedicata. Sicuramente questo avvenne già nel XV secolo, forse appena san Nicola da Tolentino venne canonizzato (1446) o forse anche prima, stante la fama delle doti di predicazione e dei poteri taumaturgici che circondava la figura del santo.
Anche l'altra dedicazione della confraternita - quella a san Giovanni Decollato - ha un preciso significato legato all'impegno nel prestare soccorso ai carcerati (rinchiusi nelle prigioni del castello sabaudo che sorge non lontano dalla chiesa) e, in particolare, ai condannati a morte. La confraternita ha lasciato un ricco archivio con il resoconto delle opere di assistenza ai condannati.
La chiesa, costruita nel 1605  come nuovo oratorio della confraternita, testimonia la rilevanza che essa aveva assunto; ricorreva in quell'anno il terzo centenario della morte di san Nicola di Tolentino. La confraternita si fece carico delle spese e, in particolare, vi contribuirono due ricche famiglie della aristocrazia locale (i De Solario e gli Scaglia). Il coro fu aggiunto alla chiesa nel 1627; anche il campanile è posteriore. 
Nel 1645 Madama Reale Cristina di Francia concesse alla confraternita eporediese il privilegio di risparmiare ogni anno la vita di un condannato a morte.
I lavori di abbellimento dell'apparato decorativo interno (affreschi, stalli del coro, ecc.) proseguirono nel corso di tutto il XVII secolo.

## Descrizione

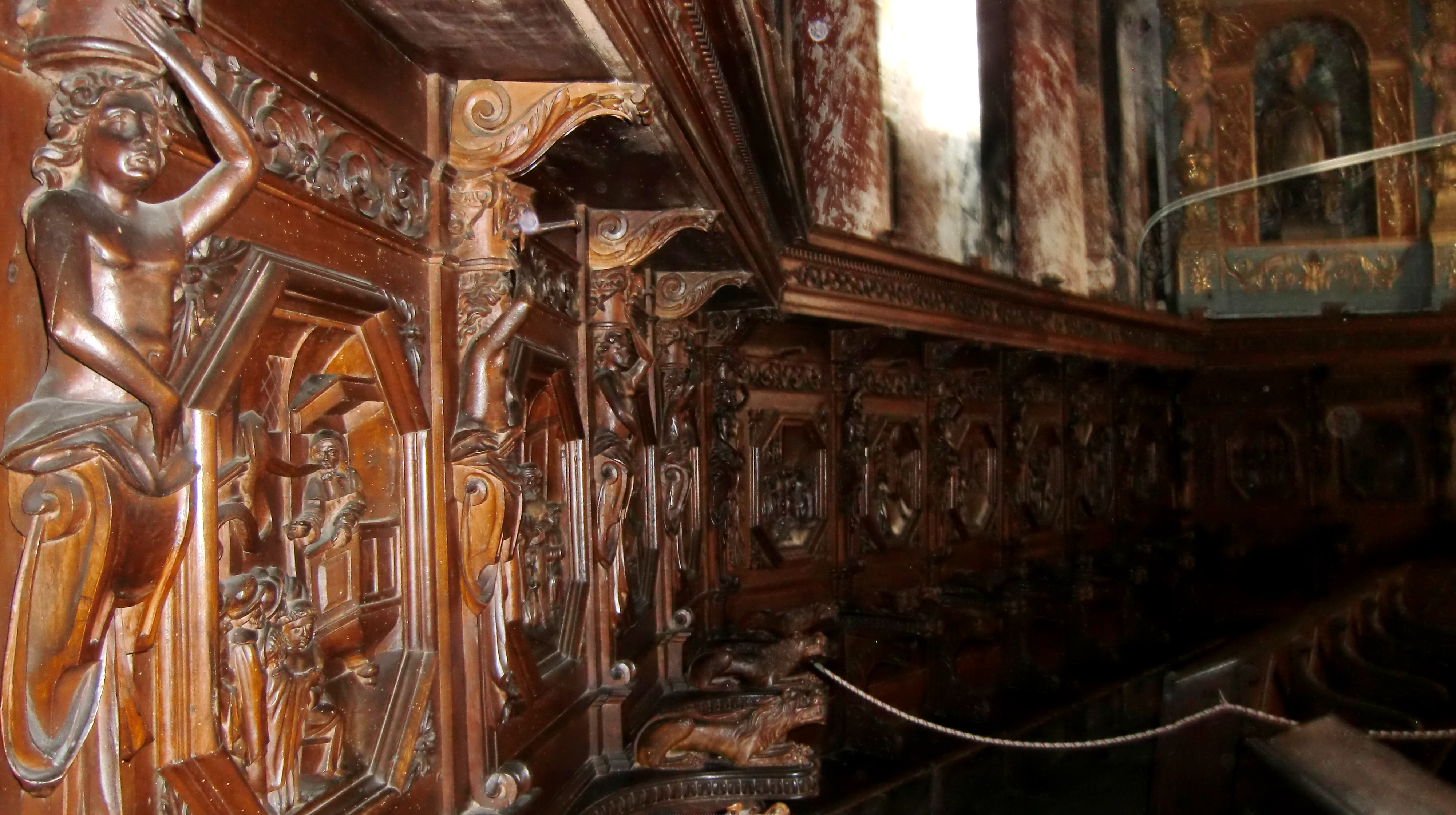
Gli stalli del coro

La chiesa presenta al suo interno testimonianze artistiche di rilievo, utili a comprendere il diffondersi del barocco in terra canavesana.
La facciata della costruzione presenta linee architettoniche molto semplici, prive di una peculiare connotazione stilistica. Sul portale di ingresso (protetto da una piccola cancellata) si osservano rilievi lignei che ci ricordano la doppia dedicazione della chiesa ai santi Giovanni Battista Decollato e Nicola da Tolentino; sono forse dello stesso autore degli stalli del coro e risalgono pertanto al 1684 circa.
L'apparato decorativo interno contrasta con la modesta fisionomia esterna della chiesa: il gusto è tipicamente barocco con marmi, stucchi e dipinti di architetture scenografiche e illusionistiche che dilatano la percezione dello spazio interno e fanno da cornice alla rappresentazione a fresco di episodi della vita di san Nicola da Tolentino. Fonti documentali ci dicono che furono realizzati tra il 1683 ed il 1694 da un pittore di cui sappiamo ben poco, Cesare Chiala. F. Carandini ipotizza che lo stesso pittore sia intervenuto nella decorazione di alcuni saloni del castello di Parella.
Gli stalli del coro costituiscono una testimonianza molto interessante dell'arte lignaria del XVII secolo in terra eporediese. Sono ornati da braccioli a forma di drago e i sedili sono impreziositi da 33 riquadri scolpiti con scene della vita di San Nicola da Tolentino. L'opera venne realizzata dall'ebanista Francesco Mabrito nel 1684. L'autore degli stalli ha verosimilmente adottato un'iconografia desunta dalle immagini che corredavano una celebre opera agiografica su san Nicola da Tolentino edita nel 1578 e dovuta ad Ambrogio Frigerio.
Tipicamente barocca è anche la macchina d'altare, vale a dire la grande costruzione lignea che ornava l'altare maggiore, ora posta nel coro. Al centro, nella parte inferiore, al posto del tabernacolo, vi è la statua di un angelo, che sorregge in un vassoio la testa del Battista; ai suoi lati troviamo le statue che riproducono, a destra, san Guglielmo d'Aquitania e, a sinistra, il vescovo san Simpliciano. Nella parte superiore dell'altare è collocato un preesistente dipinto, olio su tavola, opera che tradizionalmente veniva attribuita a Defendente Ferrari;  recentemente la tavola è stata attribuita a Giuseppe Giovenone il Giovane (1524-1608), figlio di Girolamo Giovenone. La tavola  raffigura la Vergine col Bambino incoronata da due angeli, posta tra un santo vescovo (San Nicola di Bari?)  e i santi Nicola da Tolentino e Giovanni Battista infante. La macchina d'altare si completa nella parte superiore con un gruppo scultoreo raffigurante l'Incoronazione della Vergine, proveniente dalla cappella che preesisteva alla chiesa.

## Curiosità
La chiesa è nota anche tra gli eporediesi come "chiesa della bomba", in virtù del fatto che, sino a poco tempo fa, vi era esposta una bomba che pendeva dal soffitto. L'ordigno intendeva ricordare un evento miracolistico avvenuto nel 1704 durante la guerra tra Francesi e Piemontesi quando una bomba traforò il soffitto della costruzione ma rimase miracolosamente inesplosa.

## Galleria d'immagini

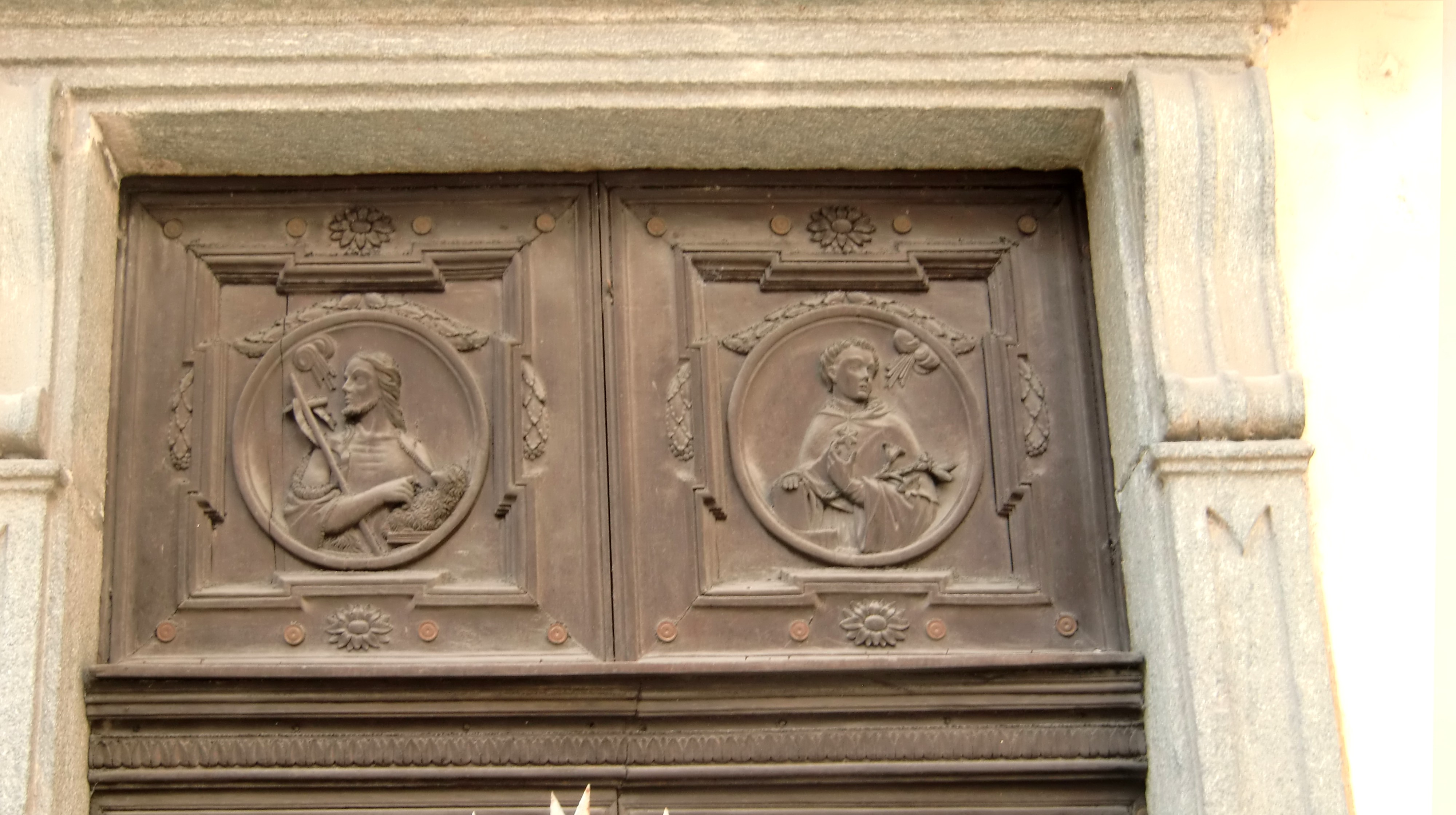
Tondi con i santi dedicatari sul portale della chiesa
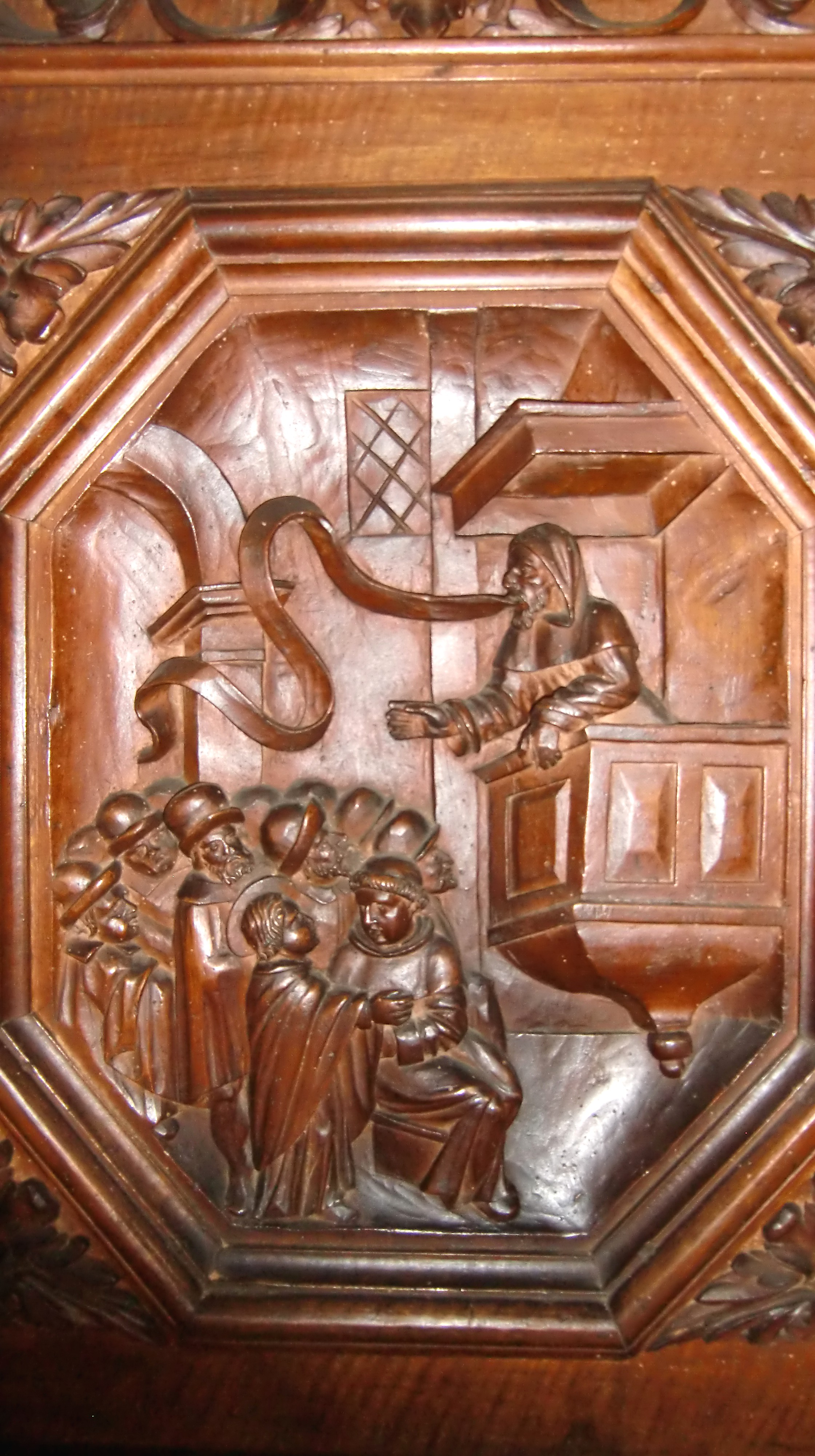
Stalli del coro: episodio della vita di San Nicola da Tolentino
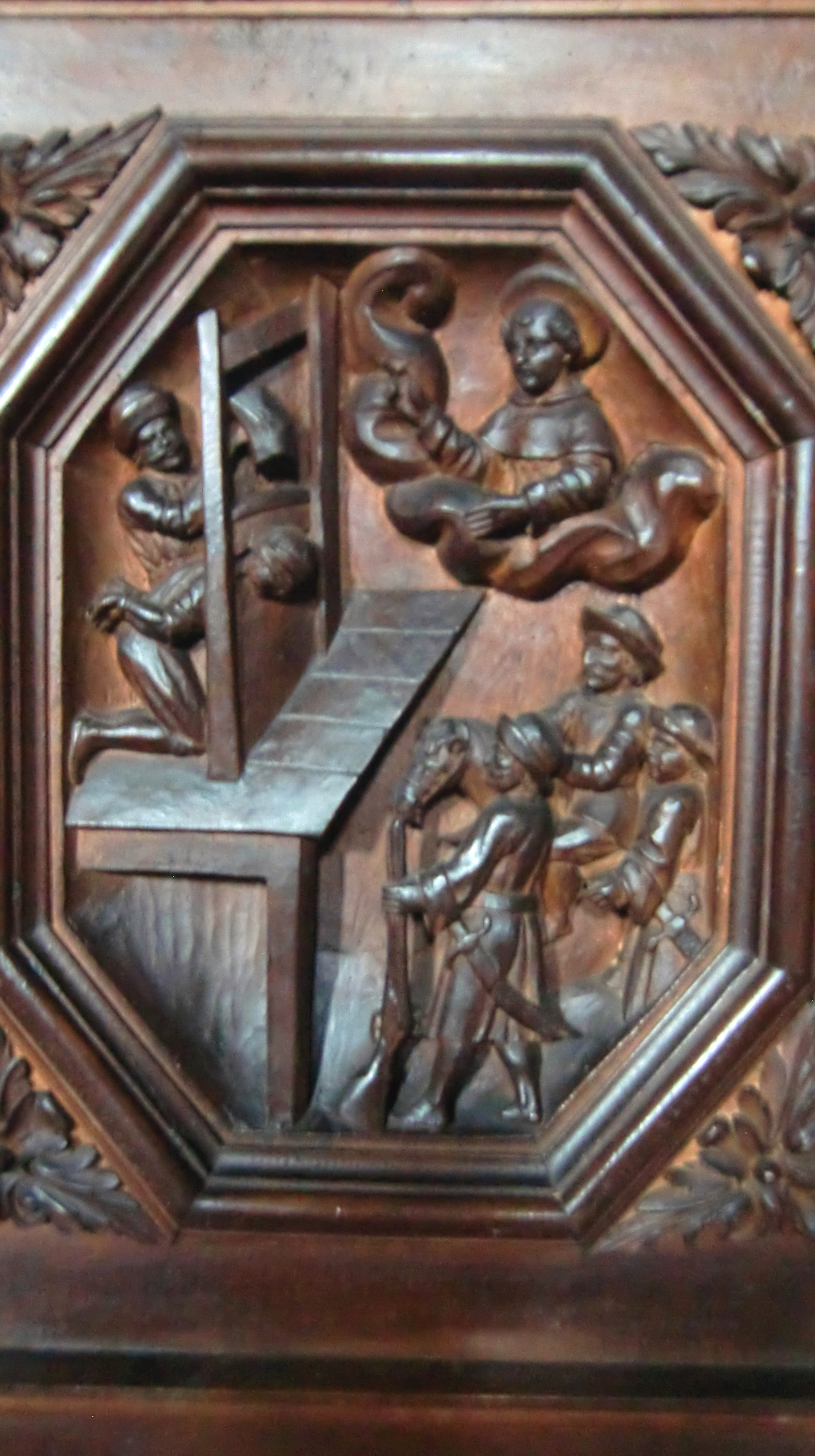
Stalli del coro: uno dei miracoli di San Nicola da Tolentino